# Бачевац (Градина)
Бачевац је насељено место у саставу општине Градина у Вировитичко-подравској жупанији, Република Хрватска.

## Историја
До територијалне реорганизације у Хрватској налазио се у саставу старе општине Вировитица.

## Становништво
На попису становништва 2011. године, Бачевац је имао 370 становника.

## Попис1991.
На попису становништва 1991. године, насељено место Бачевац је имало 494 становника, следећег националног састава:
| Попис 1991.‍  | Попис 1991.‍  | Попис 1991.‍ | Попис 1991.‍ | Попис 1991.‍ |
| ------------ | ------------ | ----------- | ----------- | ----------- |
|              |              |             |             |             |
| Хрвати       | Хрвати       |             | 491         | 99,39%      |
| Македонци    | Македонци    |             | 1           | 0,20%       |
| Словаци      | Словаци      |             | 1           | 0,20%       |
| неопредељени | неопредељени |             | 1           | 0,20%       |
| укупно: 494  |              |             |             |             |